# سام ويلي
صمويل إي ويلي (بالإنجليزية: Sam Wyly)‏، المعروف باسم سام ويلي (ولد في 4 أكتوبر 1934) ، هو رجل أعمال أمريكي، ومؤلف، ومتبرع، ومساهم رئيسي للمرشحين المحافظين. في عام 2006، قدرت مجلة فوربس صافي ثروته بـ 1.1 مليار دولار.

## حياته الشخصية
ولد سام ويلي في عام 1934 لوالدين فلورا وتشارلز ويلي، الأب من ليك بروفايدنس، لويزيانا. انحدرت عائلته من سلسلة طويلة من الوزراء والأسقفية ومؤسسي الكلية والمعلمين. كان جد ويلي الأب محامي أدار أصول المزارع وساعد المدانين السود الفقراء على الحصول على الإفراج المشروط من سجن أنغولا. كان جده لأمه طبيبًا. 
كان ويلي وشقيقه تشارلز، الأكبر منه سناً بعام، مقربين من بعضهم البعض. لعبوا كرة القدم في المدرسة الثانوية، والتحقوا بجامعة لويزيانا للتكنولوجيا ، وانضموا إلى أخوية (Pi Kappa Alpha) معًا. عملوا معًا في عدد كبير من الشركات التي يمتلكونها أو يديرونها. قُتل تشارلز في حادث سيارة في أسبنز روران فورك فالي في 2011.
من عام 1960 إلى عام 1976، كان ويلي متزوجًا من روزماري أكتون. وفي عام 1978 تزوج من فيكتوريا ستيل. وتزوج أيضا من شيريل من عام 1994 إلى عام 2016. كانت شيريل لاعبة كرة طائرة سابقة في ولاية تكساس في مدرسة فارمرز برانش الثانوية ومدرسة في كلية الهندسة المعمارية في ولاية تكساس إيه آند إم.
ويلي لديه ستة أطفال بالغين، إيفان ، التوائم لوري وليزا ، كيلي ، أندرو ، وكريستيانا. في أبريل 2018 ، كريستيانا ويلي ، ناشطة بيئية ، تزوجت من رجل الأعمال كيمبال ماسك.